# Millie Small
Millie Small, nascida Millicent Small, (Clarendon, 6 de outubro de 1947 – 5 de maio de 2020) foi uma cantora jamaicana conhecida pelo hit "My Boy Lollipop", um ska de 1964, regravação de uma música da cantora norte-americana Barbie Gaye.  
Na adolescência fez parte do duo Roy and Millie (com Roy Panton) e fez gravações para o selo Studio One de Coxsone Dodd, entre elas o hit "We'll Meet". Sua voz extremamente aguda é uma de suas marcas e deve-se à influência de Shirley Goodman, da dupla de R&B dos anos 50 Shirley & Lee.
Em 1963, o produtor Chris Blackwell levou-a para a Inglaterra onde ela grava sua quarta canção, "My Boy Lollipop", com arranjos de Ernest Ranglin, chegando em número dois nas paradas dos Estados Unidos e do Reino Unido.
"My Boy Lollipop" foi o primeiro, e um dos pouquíssimos, hit ska internacional e já vendeu mais de sete milhões de cópias no mundo todo.
Morreu no dia 5 de maio de 2020 na Inglaterra, aos 72 anos, de acidente vascular cerebral.